# ويليام إي. ليفينغستون
ويليام إي. ليفينغستون (بالإنجليزية: William E. Livingston)‏ هو سياسي أمريكي، ولد في 25 يونيو 1832 في لوويل في الولايات المتحدة.
1. 1 2  "The Boston Globe". The Boston Weekly Globe (بالإنجليزية). Boston: John W. Henry. ISSN:0743-1791. OCLC:66652431. QID:Q824451.